# Tony Verhelle
Tony Verhelle (1955) is een Belgische voormalige hoofdredacteur. Hij was 40 jaar actief bij automagazine AutoGids.
Verhelle studeerde van 1972 tot 1976 Politieke en sociale wetenschappen aan de K.U. Leuven. Hij ging werken als journalist, en werkte onder meer bij De Morgen. In 1981 werkte hij al voor AutoGids; in 1984 voor VTB-VAB. Uiteindelijk werd hij in 1988 hoofdredacteur bij AutoGids. Hij bleef dat tot hij in 2020 daar op pensioen ging en werd opgevolgd door Alain Devos.
Daarnaast verscheen hij ook regelmatig in autoprogramma's en autorubrieken op radio en tv. Ze was hij onder meer te horen bij Overstuur, een radioprogramma gepresenteerd door Guy De Pré op Radio 2, en was hij te zien in Autotv, een programma dat eerst op verschillende regionale televisies werd uitgezonden, en later op de landelijke zender vtm.
Verhelle was ook jarenlang een Belgisch jurylid van de verkiezing "Auto van het Jaar", tot hij zich ook daar in 2020 terugtrok, en werd opgevolgd door Joost Bolle.